# Віртус Сегафредо Арена
Віртус Сегафредо Арена, відома зі спонсорських причин як Сегафредо Арена, — це тимчасова крита арена, розташована в Болоньї, місткістю 9 980 місць, одна з найбільших в країні. Арена була відкрита в листопаді 2019 року і приймала домашні ігри «Віртуса Болонья». З листопада 2019 року по червень 2021 року вона спочатку розташовувалася в «Павільйоні 30», ярмарковому павільйоні в районі Болонського ярмарку, але в листопаді 2021 року її було перенесено в «Павільйон 37».

## Історія
Арена була урочисто відкрита 10 листопада 2019 року під час домашньої гри проти «Тревізо Баскет», яку виграв «Віртус» з рахунком 84–79. 25 грудня дербі проти «Фортітудо Болонья» відвідали 9 166 уболівальників, що стало новим рекордом для «Віртуса» в чемпіонаті Італії.
У січні 2020 року арена була розібрана, а у вересні відбудована для проведення Фіналу чотирьох Суперкубка Італії з баскетболу 2020 року. Крім того, арена офіційно стала домашнім майданчиком «Віртуса» на сезон 2020–21 чемпіоната Італії та Єврокубку.
У квітні 2021 року Массімо Дзанетті, власник Віртус Сегафредо, оголосив, що команда залишиться на Сегафредо Арена ще принаймні три сезони, з надією розпочати будівництво нової арени у 2022 році.
11 червня 2021 року на «Сегафредо Арені» «Віртус» переміг свого історичного суперника «Олімпію Мілан» у національному фіналі, завоювавши свій 16-й національний титул і перший за останні двадцять років.
У листопаді 2021 року арена була перенесена до іншого ярмаркового павільйону місткістю 9 980 місць і була відкрита 17 листопада матчем Єврокубку проти «Рейєр Венеція». 11 травня 2022 року арена приймала фінал Кубка Європи між командами «Віртус» та «Фрутті Екстра Бурсаспор», який виграв «Віртус» з рахунком 80–67. Гра встановила новий рекорд для клубу: 718 279 євро виручки та майже 10 000 глядачів.

## Галерея

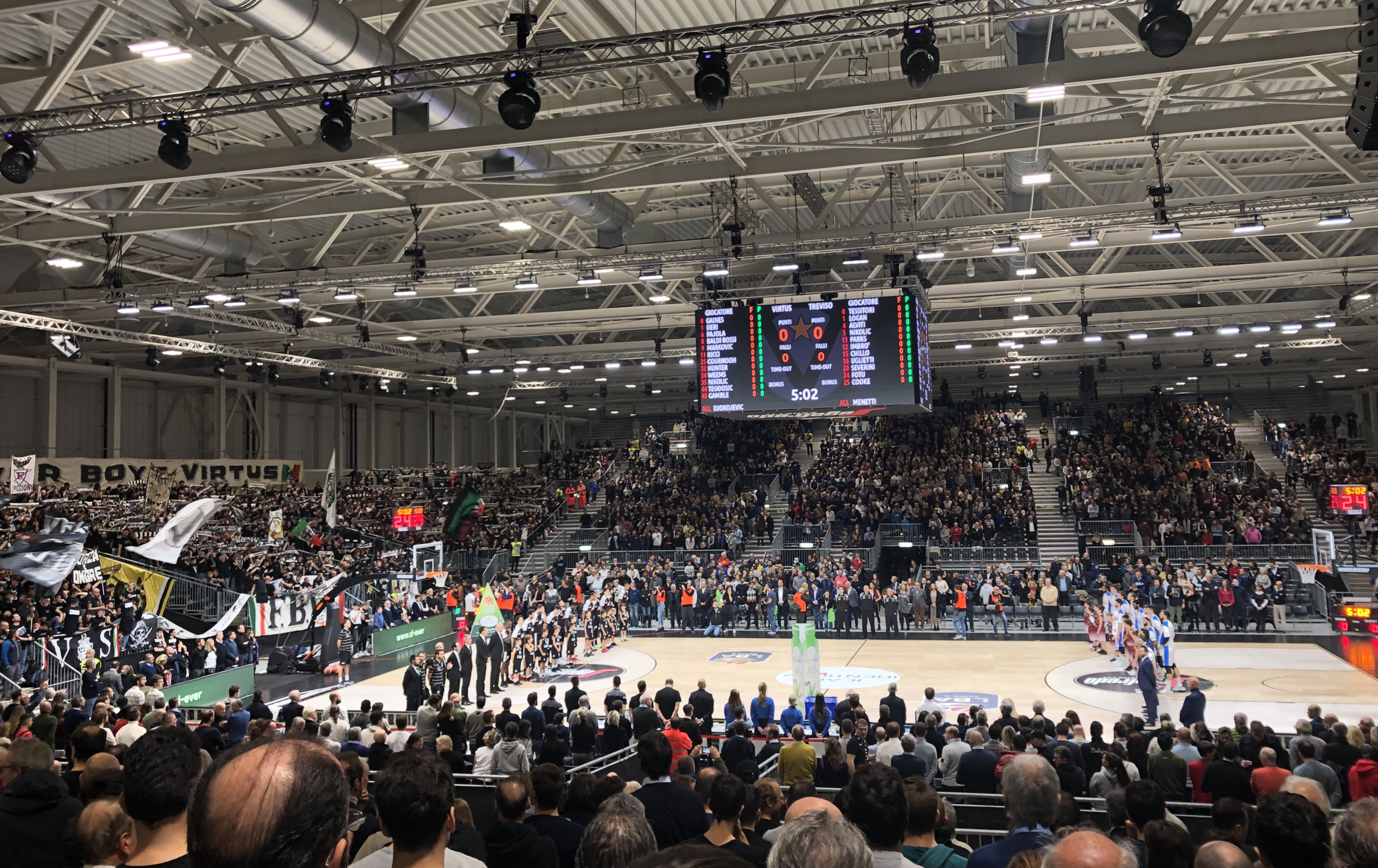
Сегафредо Арена в листопаді 2019 року
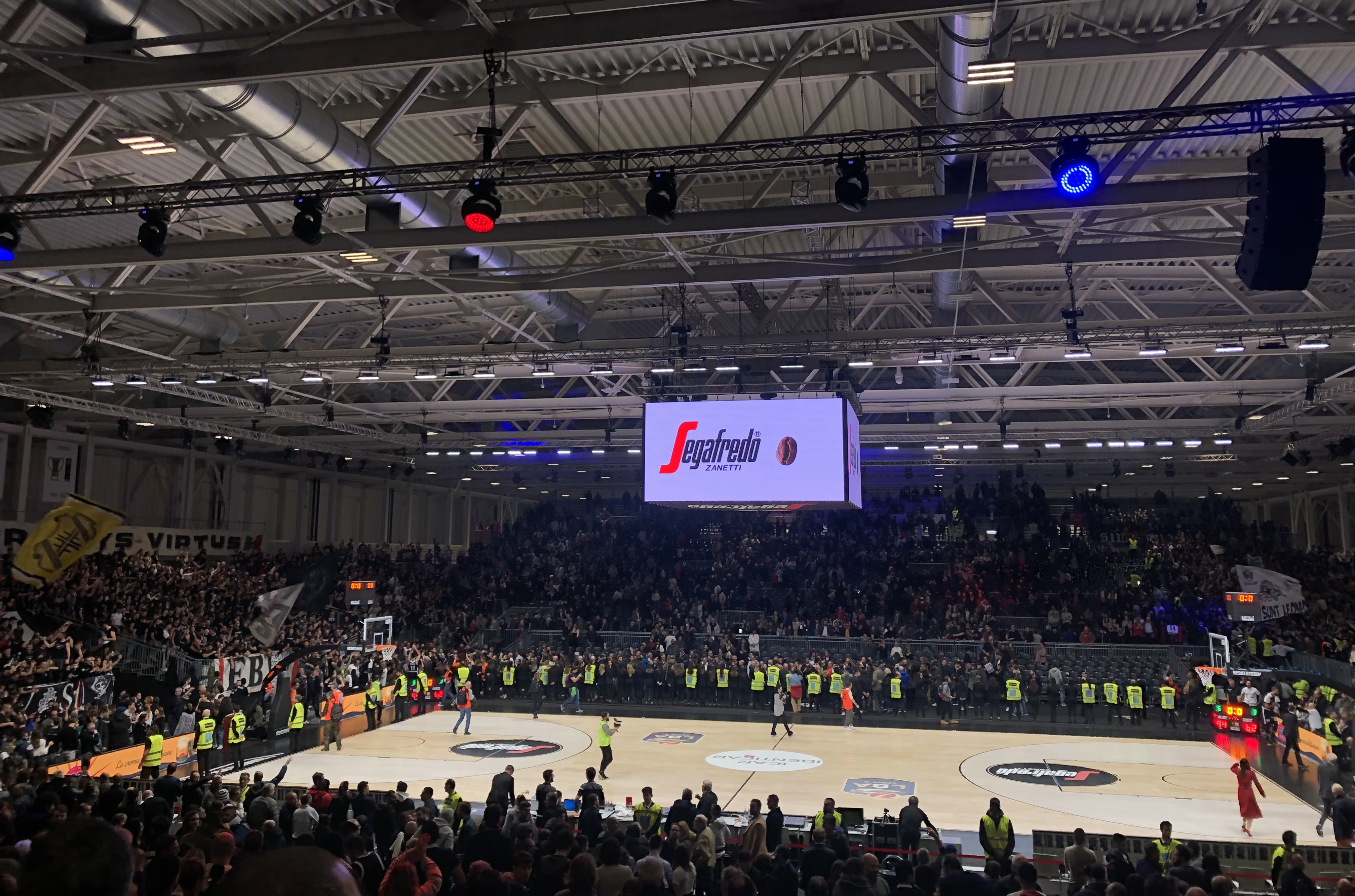
Сегафредо Арена у грудні 2019 року
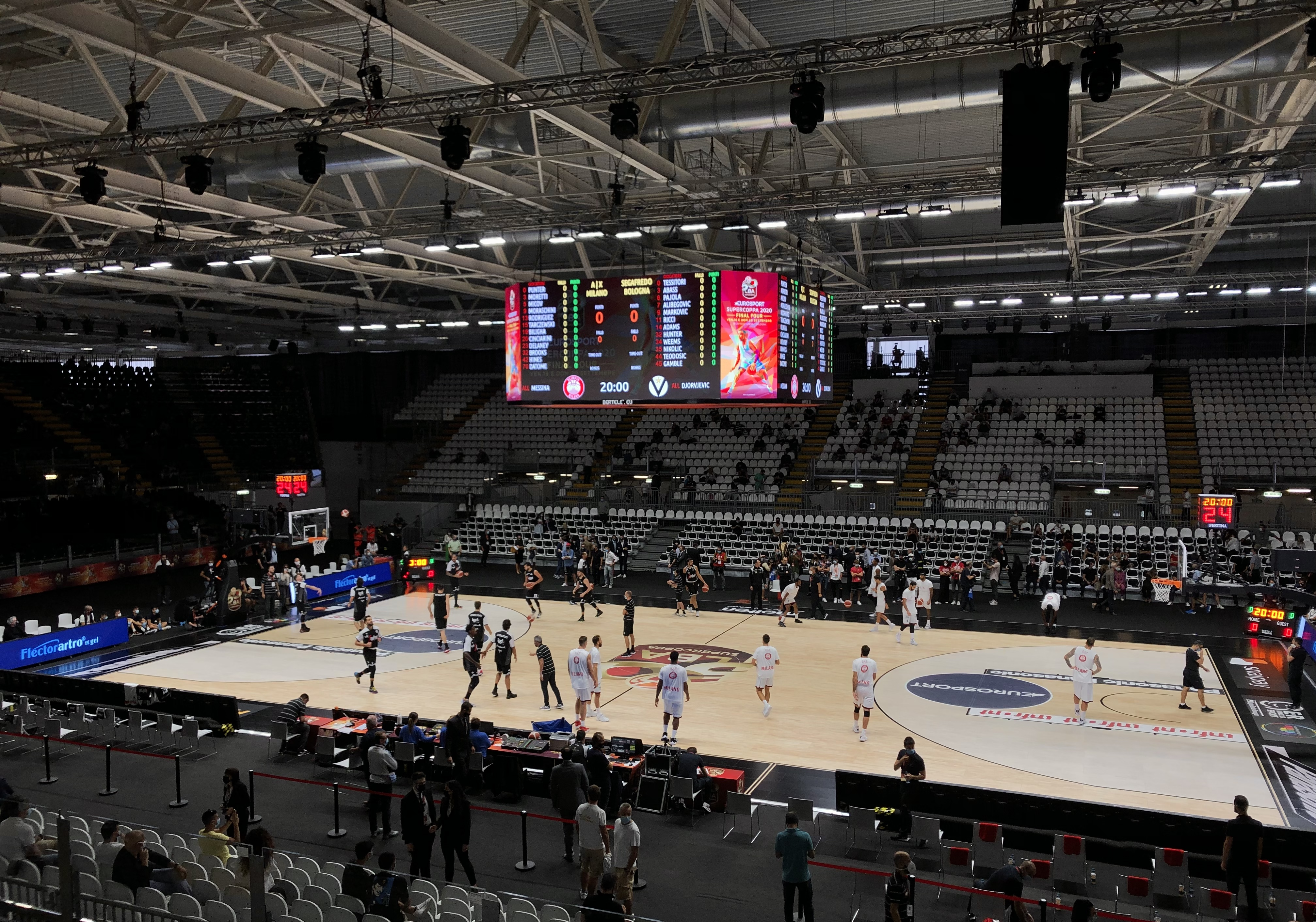
Сегафредо Арена у вересні 2020 року
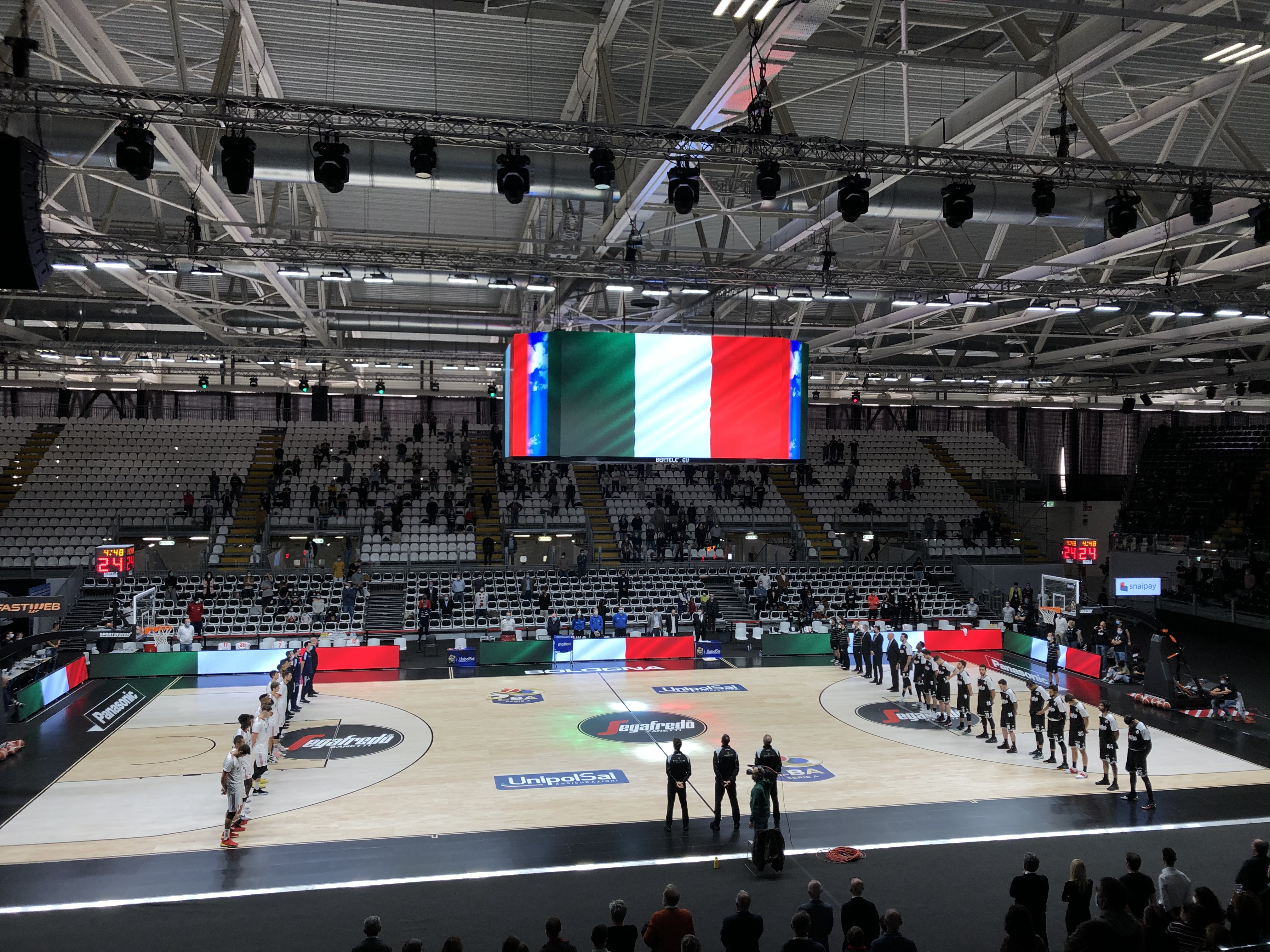
Сегафредо Арена у жовтні 2020 року
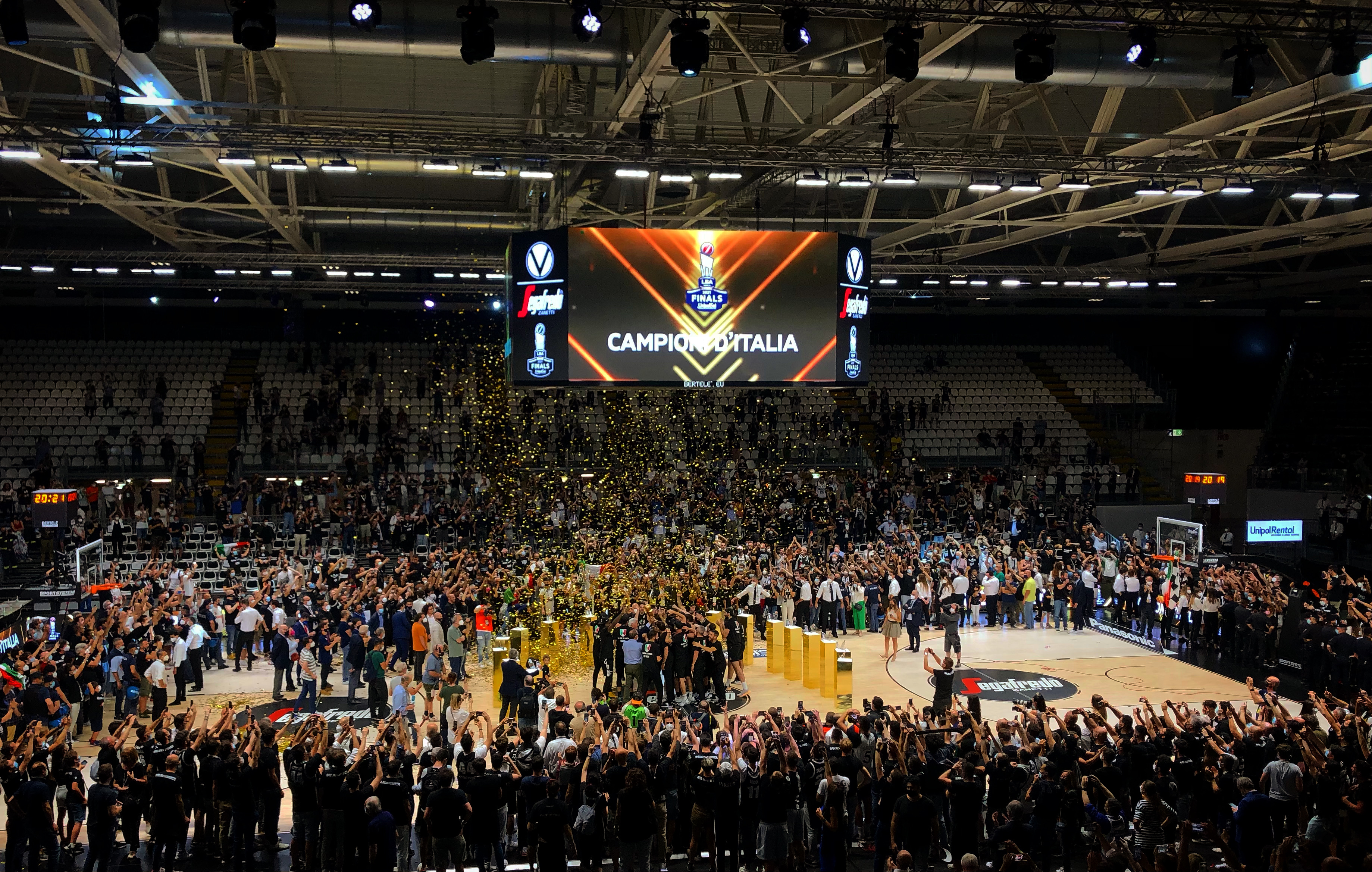
Сегафредо Арена у червні 2021 року
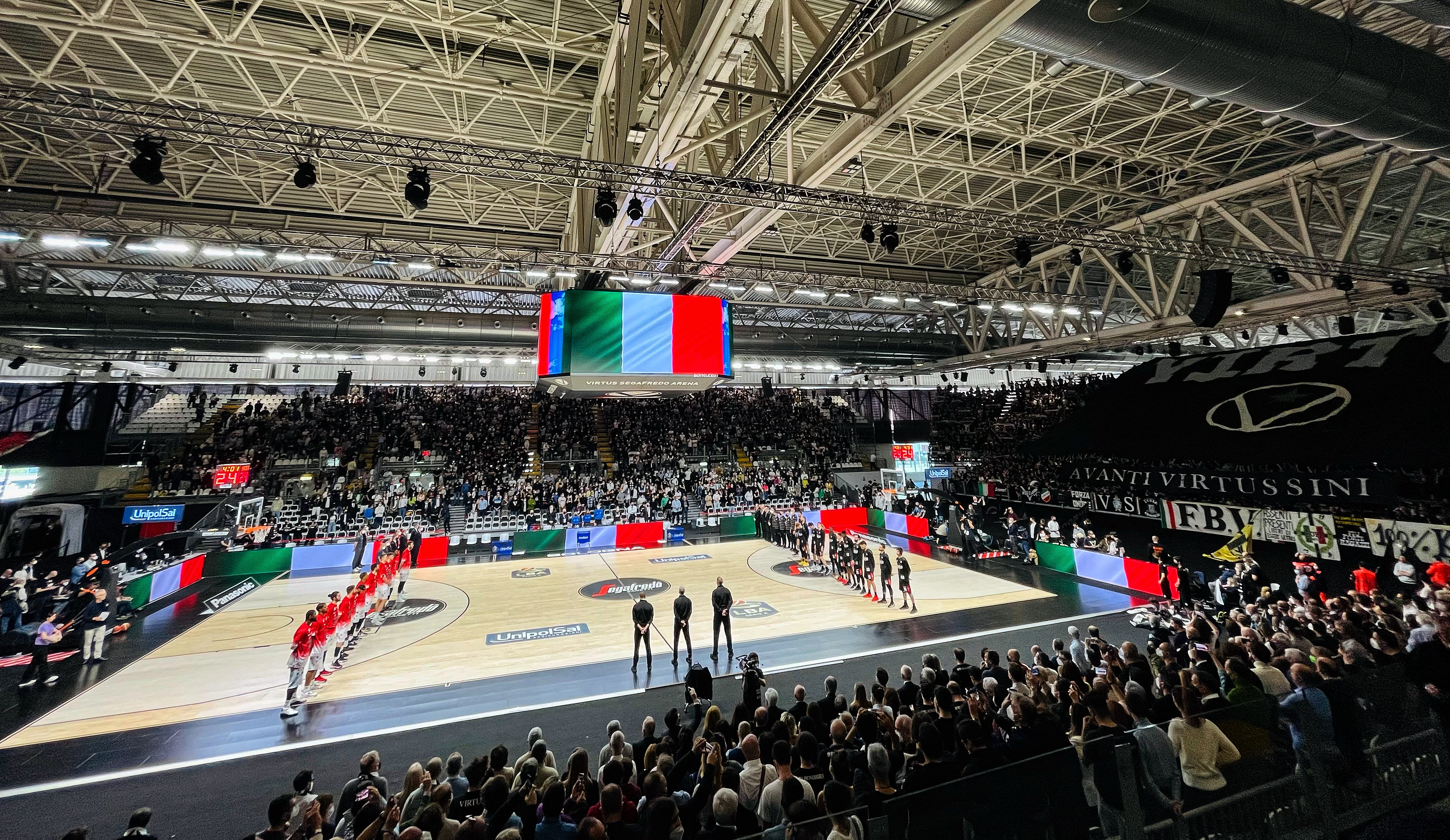
Сегафредо Арена у квітні 2022 року
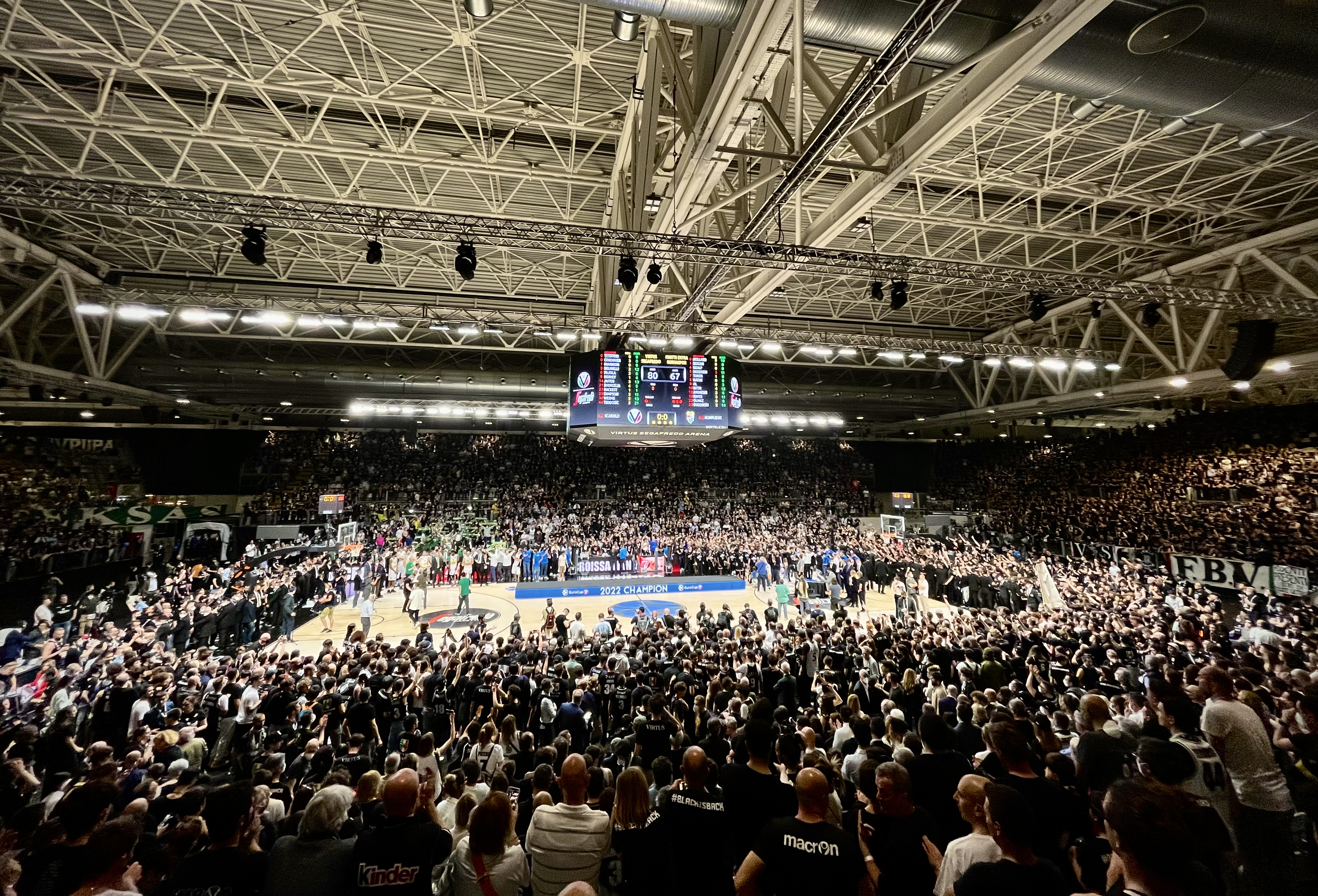
Сегафредо Арена у травні 2022 року
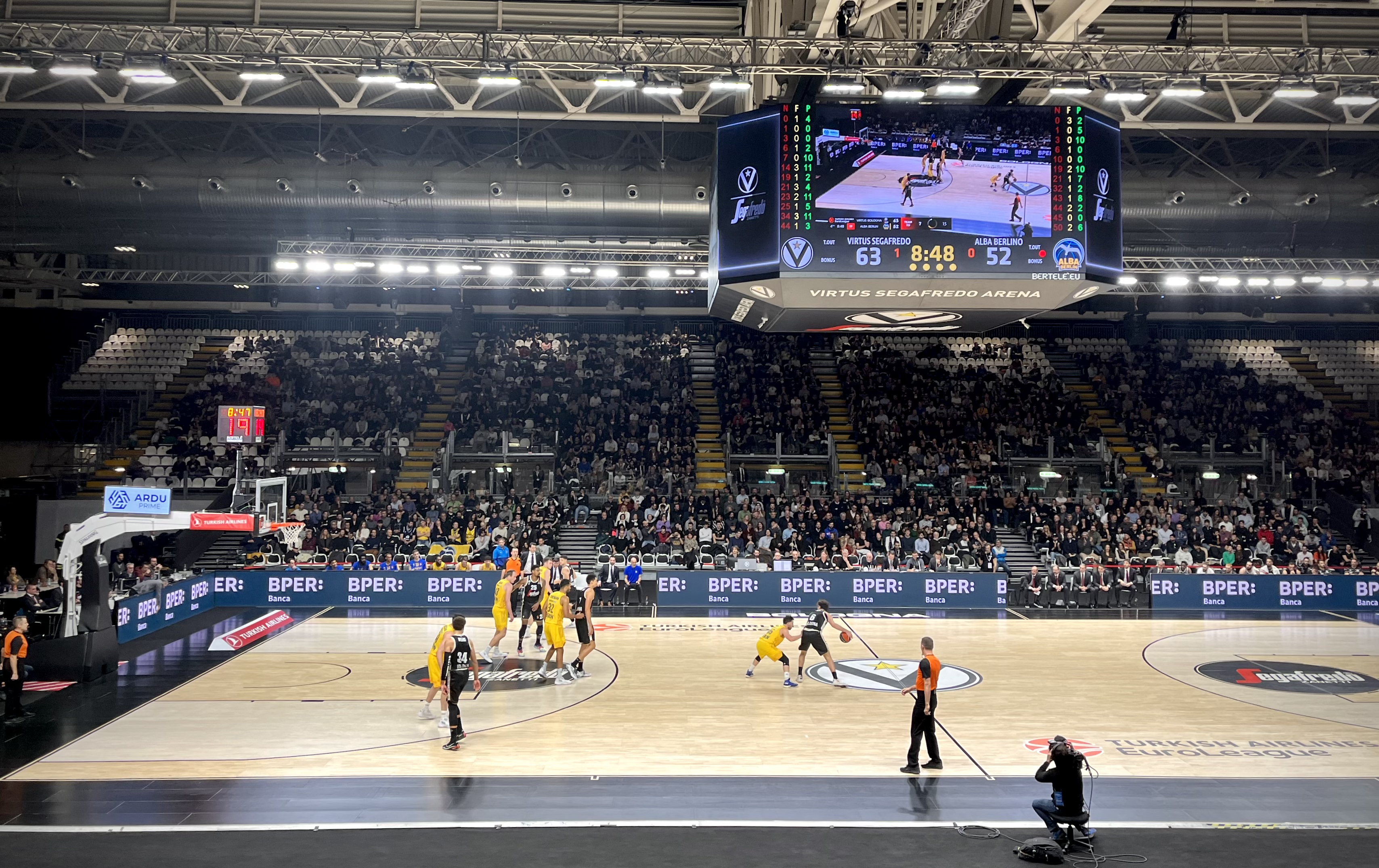
Сегафредо Арена у грудні 2022 року
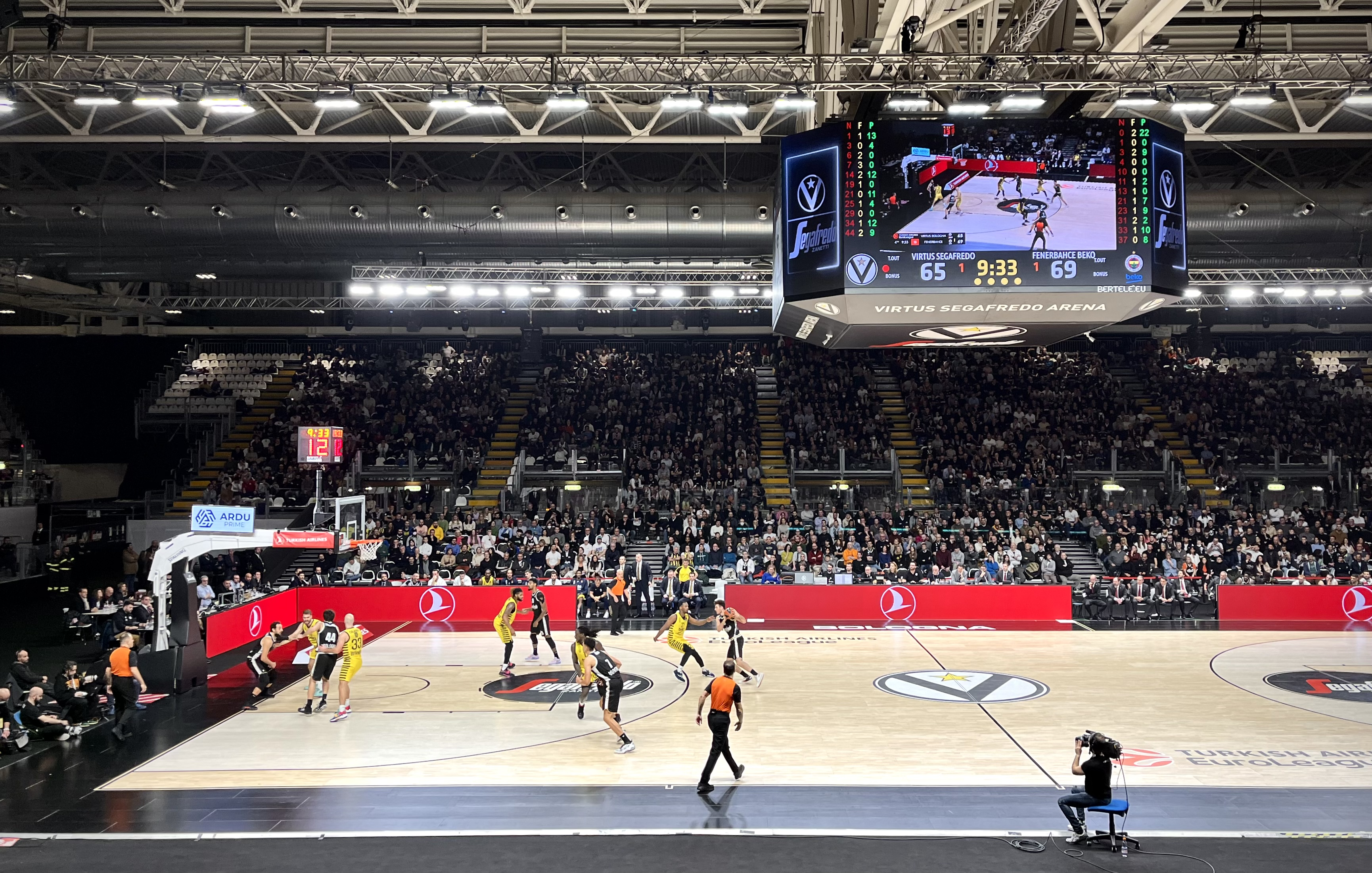
Сегафредо Арена у грудні 2022 року